# Gaggiano
Gaggiano est une commune italienne d'environ 9 000 habitants située dans la ville métropolitaine de Milan, dans la région Lombardie, dans le Nord de l'Italie.

## Géographie
- 1Carte dynamique
- 2Carte Openstreetmap
- 3Carte topographique
- 4Carte avec les communes environnantes

## Administration
| Période                                  | Période | Identité | Étiquette | Qualité |
| ---------------------------------------- | ------- | -------- | --------- | ------- |
|                                          |         |          |           |         |
| Les données manquantes sont à compléter. |         |          |           |         |

### Communes limitrophes
Cusago, Cisliano, Albairate, Trezzano sul Naviglio, Vermezzo, Zibido San Giacomo, Gudo Visconti, Noviglio, Rosate.

## Jumelages
- Albertirsa (Hongrie) ;
- Bourg-Saint-Andéol (France).